# Konståret 1934

## Händelser

### April
- Unit One-gruppen håller sin enda utställning, på Cork Street i London, England, Storbritannien, i samband med utgivningen av boken Unit 1: the Modern Movement in English Architecture, Painting and Sculpture, av Herbert Read.[1]

### Maj
- 16 maj – Svenske konstnären Evert Lundquist har debututställning på Konstnärshuset i Stockholm, Sverige [2].

### Okänt datum
- Handarbetets vänner tar över driften av Sätergläntan.
- Skissernas museum grundas i Lund.

## Verk

### Målningar
- Eileen Agar – The Autobiography of an Embryo
- Hans Arp – Human Concretion
- Raoul Dufy – Regatta at Cowes

## Utställningar
- April – The Unit One har sin enda utställning.
- Høstudstillingen inleder sin utställningsverksamhet

## Födda
- 4 januari – Zurab Tsereteli, georgisk-rysk skulptör, målare och arkitekt.
- 16 februari – Peter Dahl, svensk konstnär.
- 24 februari – Madeleine Pyk, svensk konstnär och författare.
- 11 mars – Ernst Nordin, svensk skulptör och akvarellist.
- 3 april – Karl Momen, iransk-svensk arkitekt, målare och skulptör.
- 13 april – Nils G. Stenqvist (död 2005), svensk grafiker, målare och skulptör.
- 2 maj – Bill Flodin (död 1976), svensk konstnär.
- 4 juni – Carl Fredrik Reuterswärd, svensk konstnär.
- 7 juni – Billy Al Bengston, amerikansk konstnär och skulptör.
- 9 augusti – Tommy Östmar (död 2007), svensk konstnär och illustratör.
- 16 augusti – Anna Sjödahl (död 2001), svensk konstnär.
- 4 september – Jan Švankmajer, tjeckisk konstnär och stop motion-animatör.
- 8 september – Olle Gustafsson, svensk konstnär.
- 15 september – Tomie de Paola, amerikansk barnboksillustratör.
- 28 september – Rolf Aamot, norsk konstnär.
- 30 oktober – Hiroko Kimura, japansk konstnär och kalligraf.
- 24 november – Yvonne Rainer, amerikansk konstnär, koreograf och filmskapare.
- okänt datum – Birthe Wesselhøft, dansk konstnär verksam i Sverige.

## Avlidna
- 13 april - Torsten Palm (född 1885), svensk konstnär
- 11 juni – Ester Almqvist (född 1869), svensk konstnär.
- 23 juni – Mathias Taube (född 1876), svensk konstnär och skådespelare.
- 10 september – Charlotte Mannheimer (född 1866), svensk konstnär och mecenat.

### Fotnoter
1. ↑  ”Twentieth Century Artists in the Graves Gallery”. My Learning. 2009. Arkiverad från originalet den 30 september 2011. https://web.archive.org/web/20110930155752/http://www.mylearning.org/jpage.asp?jpageid=754&journeyid=202. Läst 11 mars 2011.
2. ↑  Hundra år i Sverige - 1934, Hans Dahlberg, Bonniers, 1999